# Чемпионат России по дзюдо 2006
Чемпионат России по дзюдо 2006 года — 15-й чемпионат России по дзюдо проходил в Волгограде с 8 по 11 ноября.

## Медалисты

### Мужчины
| Категория                   | Золото                          | Серебро                              | Бронза                                                         |
| --------------------------- | ------------------------------- | ------------------------------------ | -------------------------------------------------------------- |
| Наилегчайший вес (до 60 кг) | Евгений Станев Санкт-Петербург  | Иван Мартынов Москва                 | Назир Кишмахов Ставрополь Евгений Кудяков Санкт-Петербург      |
| Полулёгкий вес (до 66 кг)   | Алим Гаданов Кабардино-Балкария | Магомед Джафаров Дагестан            | Сергей Бадриашвили РСО-Алания Максим Кузнецов Рязань           |
| Лёгкий вес (до 73 кг)       | Рустам Кодзоев Пермь            | Константин Зарецкий Москва           | Станислав Гарама Тверь Андрей Ситников Пермь                   |
| Полусредний вес (до 81 кг)  | Денис Огиенко Москва            | Ибрагимгаджи Ибрагимгаджиев Дагестан | Дмитрий Огиенко Москва Камиль Магомедов Новосибирск            |
| Средний вес (до 90 кг)      | Алексей Михалёв Волгоград       | Дмитрий Герасименко Москва           | Абакар Айгумов Дагестан Хасанби Таов Кабардино-Балкария        |
| Полутяжёлый вес (до 100 кг) | Дмитрий Белин Алтайский край    | Дмитрий Максимов Москва              | Аслан Унашхотлов Кабардино-Балкария Виталий Яловенко Волгоград |
| Тяжёлый вес (свыше 100 кг)  | Максим Брянов Челябинск         | Андрей Волков Рязань                 | Сослан Джанаев РСО-Алания Владимир Трусов Брянск               |
| Абсолютный вес              | Евгений Исаев Пермь             | Аслан Камбиев Кабардино-Балкария     | Тимур Бучукури Адыгея Вячеслав Тутик Челябинск                 |

### Женщины
| Категория                   | Золото                           | Серебро                           | Бронза                                                       |
| --------------------------- | -------------------------------- | --------------------------------- | ------------------------------------------------------------ |
| Наилегчайший вес (до 48 кг) | Наталья Самойлова Пенза          | Людмила Богданова Санкт-Петербург | Гаянэ Арутюнян Москва Яна Сербова Пермь                      |
| Полулёгкий вес (до 52 кг)   | Ольга Федосеенко Новосибирск     | Анна Давыдченко Москва            | Оксана Карзакова ХМАО Анна Харитонова Москва                 |
| Лёгкий вес (до 57 кг)       | Татьяна Шушакова Омск            | Ирина Заблудина Самара            | Екатерина Мельникова Саратов Наталья Юхарева Санкт-Петербург |
| Полусредний вес (до 63 кг)  | Юлия Котова Брянская область     | Вера Коваль Брянская область      | Анастасия Белоиванова Москва Алина Пухова Челябинск          |
| Средний вес (до 70 кг)      | Наталья Бурова Москва            | Наталья Пичужкина Москва          | Евгения Скворцова Москва Полина Чеканина ХМАО                |
| Полутяжёлый вес (до 78 кг)  | Вера Москалюк ХМАО               | Флора Мхитарян ХМАО               | Анастасия Дмитриева Москва Наталья Григорьева Алтайский край |
| Тяжёлый вес (свыше 78 кг)   | Теа Донгузашвили Санкт-Петербург | Наталья Соколова Красноярск       | Елена Иващенко Омск Анастасия Цуварева Москва                |
| Абсолютный вес              | Ирина Родина Пермь               | Наталья Соколова Красноярск       | Анаид Мхитарян ХМАО Светлана Фёдорова Тюмень                 |